# علاقات الإدارة الذاتية لشمال وشرق سوريا الخارجية
تشير علاقات الإدارة الذاتية لشمال وشرق سوريا الخارجية إلى العلاقات الخارجية لمنطقة الحكم الذاتي التي أعلنت نفسها ذاتيًا التابعة . تشكلت المنطقة، التي تتألف من ثلاث مناطق (عفرين والفرات والجزيرة) في أوائل عام 2014 في سياق الحرب الأهلية السورية، والمنظمات الدولية المختلفة في المنطقة.
ينص دستور شمال وشرق سوريا، الذي يعرّف المنطقة المتمتعة بالحكم الذاتي بأنها جزء لا يتجزأ من سوريا وليس كدولة منفصلة، على أن «مناطق الحكم الذاتي يجب ألا تتدخل في الشؤون الداخلية للدول الأخرى، وعليها أن تحمي علاقاتها مع الدول المجاورة، وحل أي صراعات بسلام». كما يفوض، من بين هيئات المجلس التنفيذي الأخرى، هيئة العلاقات الخارجية.

## العلاقات الخارجية للإدارة الذاتية في شمال وشرق سوريا

### العلاقات مع الدول الأعضاء في الأمم المتحدة
- ألبانيا - ألبانيا هي واحدة من المصادر الرئيسية للأسلحة التي تتدفق إلى وحدات حماية الشعب في منطقة الحكم الذاتي من خلال التحالف الذي تقوده الولايات المتحدة ضد تنظيم الدولة الإسلامية في العراق والشام.[2]
- بلجيكا - في سبتمبر 2016، عُقد المؤتمر الثامن لحزب الاتحاد الديمقراطي الرائد في منطقة الحكم الذاتي في بروكسل. حضر 500 عضو من أعضاء الحزب، بمن فيهم قادته، والعديد من الآخرين (بمن فيهم عبد الرحمن حاجي أحمدي).[3]
- جمهورية التشيك - افتتحت وحدات حماية الشعب مكتب تمثيل رسمي في براغ في أبريل 2016.[4][5] تم وصف العلاقة مع الوحدات على وجه الخصوص بأنها «ودية»، و«وزارة الدفاع التشيكية ومسؤولون آخرون يقال إنهم متعرجون بانتظام مع كوادر الوحدات».[2] تعد جمهورية التشيك أحد المصادر الرئيسية للأسلحة التي تتدفق على وحدات حماية الشعب من خلال التحالف الذي تقوده الولايات المتحدة ضد تنظيم الدولة الإسلامية في العراق والشام.[2] تم إغلاق المكتب في ديسمبر 2016.[6] صالح مسلم، الذي كان حينها مسؤول العلاقات الخارجية في ائتلاف حركة المجتمع الديمقراطي، تم احتجازه لفترة وجيزة بناءً على طلب تركيا في 25 فبراير 2018 في براغ، عاصمة جمهورية التشيك، ولكن تم إطلاق سراحه بعد يومين، مما أثار احتجاجات غاضبة من تركيا.[7] في 17 مارس 2018، رفضت السلطات التشيكية طلب تركيا.[8]
- فنلندا - وفقًا لمجلة Suomen Kuvalehti، تخطط فنلندا لتقديم الدعم لمنطقة الحكم الذاتي لتطوير الحكومة وإعادة بناء البنية التحتية.[9]
- فرنسا - في مايو 2016، افتتحت إدارة المنطقة المتمتعة بالحكم الذاتي مكتب تمثيل في باريس.[10] في فبراير 2015، التقى الرئيس فرانسوا أولاند مع زعيمة حزب الاتحاد الديمقراطي من أجل الديمقراطية آسيا عبد الله وقائدة وحدات حماية المرأة نسرين عبد الله في قصر الإليزيه.[11] قوات قيادة العمليات الخاصة الفرنسية تدعم قوات سوريا الديمقراطية في العمليات.[12] في أغسطس 2016، وقع وفد فرنسي ومجلس بلدية الشعب في المنطقة المتمتعة بالحكم الذاتي عقدًا لافتتاح مركز باللغتين الكردية والفرنسية من أجل الجمع بين ثقافات المنطقة المتمتعة بالحكم الذاتي وفرنسا معًا، وكما تمت مناقشة افتتاح فرع من جامعة باريس 8 في منطقة الحكم الذاتي.[13] في مايو 2017، استقبل هولاند الرئيس المشارك لحزب الاتحاد الديمقراطي، صالح مسلم، لإجراء محادثات حول الوضع في سوريا.[14] في 29 مارس 2018، تعهد الرئيس الفرنسي إيمانويل ماكرون بإرسال قوات إلى منبج في سوريا في محاولة لمساعدة ميليشيات قوات سوريا الديمقراطية المحلية في منع القوات التركية من التقدم في المدينة.[15]

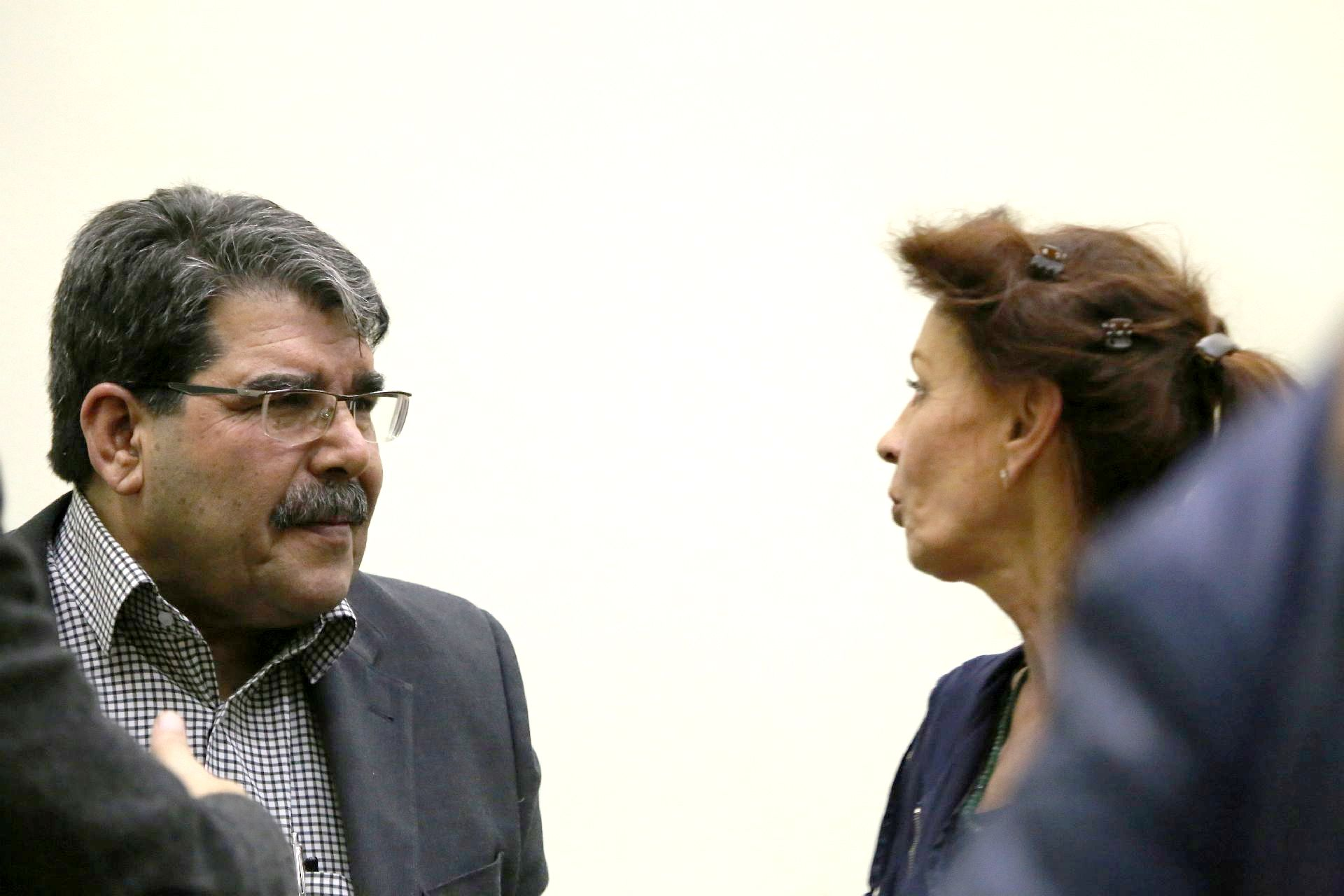
صالح مسلم، الرئيس المشارك لحزب الاتحاد الديمقراطي، مع أولا يلبكه في مؤسسة روزا لوكسمبورغ في برلين

- ألمانيا - في مايو 2016، افتتحت إدارة المنطقة المتمتعة بالحكم الذاتي مكتب تمثيل في برلين.[16][17] في أغسطس 2016، أدان وزير الخارجية فرانك فالتر شتاينماير الهجمات التركية ضد قوات سوريا الديمقراطية وأشار إلى أن تركيا يجب أن تنضم إلى الحرب ضد تنظيم الدولة الإسلامية في العراق والشام «لا أن تقاتل الأكراد السوريين».[18]
- اليونان - كان الرئيس المشارك لحزب الاتحاد الديمقراطي، صالح مسلم، ضيفًا رسميًا على حزب سيريزا لرئيس الوزراء اليوناني أليكسيس تسيبراس في مؤتمرهم في أكتوبر 2016.[19] في فبراير 2016، حضر مسلم مؤتمر أوجلان في أثينا.[20]
- العراق -  كردستان العراق - تشترك منطقة الحكم الذاتي ثقافياً مع كردستان العراق، وهي منطقة تتمتع بالحكم الذاتي في العراق، لكن لديها الكثير من الاختلافات السياسية. كان هناك تعاون عسكري مع كردستان العراق والولايات المتحدة في الصراع ضد تنظيم الدولة الإسلامية، مع عدم تقديم أي دعم رسمي لمنطقة الحكم الذاتي أو وحدات حماية الشعب. إن حكومة إقليم كردستان، التي يديرها الحزب الديمقراطي الكردستاني، هي حليف لتركيا، وقد تعاونت من أجل فرض حصار اقتصادي أحادي الجانب على روجافا الذي أضر باقتصاد المنطقة المتمتعة بالحكم الذاتي وقيده. يقف «النظام السلطاني» لكردستان العراق،[21] في تناقض صارخ مع النظام الكونفدرالي الديمقراطي لمنطقة الحكم الذاتي.
- إيطاليا - في يونيو 2015، تمت دعوة نسرين عبد الله قائدة وحدات حماية المرأة للتحدث في البرلمان الإيطالي.[22] في يوليو 2016، عقدت الرئيسة المشاركة لحزب الاتحاد الديمقراطي، آسيا عبد الله، محادثات مع عدد من كبار المسؤولين الحكوميين في روما.[23]
- اليابان - في أبريل 2017، زار وفد من الإدارة الذاتية لشمال وشرق سوريا طوكيو لمدة استغرقت 6 أيام. ضم الوفد الرئيس المشارك للمجلس التأسيسي للإدارة الذاتية في شمال وشرق سوريا هدية يوسف، والمتحدثة باسم نجمة كونغريا أفين سويد، ورئيس التحالف الوطني الكردي في سوريا مصطفى مشايخ، وعضو المجلس التنفيذي للمؤتمر الوطني الكردي رفيق جعفر.[24][25]
- هولندا - في سبتمبر 2016، افتتحت إدارة المنطقة المتمتعة بالحكم الذاتي مكتب تمثيل في لاهاي.[26]
- النرويج - في نوفمبر 2016، استضافت مدينة أوسلو في قاعة المدينة الخاصة بها حدث «سفارة العالم الجديد» المخصص لمنطقة الحكم الذاتي، «بعد الانتماء»، حيث ضم ممثلين عن المنطقة المتمتعة بالحكم الذاتي إلى جانب السياسيين الدوليين والدبلوماسيين والأكاديميين والصحفيين والطلاب والفنانين وكثيرون.[27]
- روسيا - في فبراير 2016، افتتحت إدارة المنطقة المتمتعة بالحكم الذاتي مكتب تمثيل في موسكو وسط العلاقات المتنامية بين روسيا ومنطقة الحكم الذاتي.[28] قدمت روسيا دعمًا بارزًا للمنطقة المتمتعة بالحكم الذاتي في الساحة الدبلوماسية، ولا سيما بشكل أكثر وضوحا من أي دولة أخرى تطالب بإدراجها في محادثات جنيف الثالثة للسلام في سوريا، وإلى حد ما تحمل مواقفها في المحادثات، كما تم توثيقها في مسودة روسيا في مايو 2016 للدستور الجديد لسوريا.[29] خلال عام 2017، حضر ممثلو وحدات حماية الشعب مع ممثلين عن الجيش الروسي على قواعد عسكرية روسية في سوريا، ويحملون أعلام كل من روسيا ووحدات حماية الشعب.[30] واعتبارًا من أواخر عام 2017، تمت دعوة وفد من الإدارة الذاتية لشمال وشرق سوريا لحضور مؤتمر الحوار الوطني السوري في سوتشي في فبراير 2018.[30]
- إسبانيا -  كتالونيا - في يوليو 2014، دُعي الرئيس المشارك لحزب الاتحاد الديمقراطي صالح مسلم دعي من قبل البرلمان الكاتالوني في برشلونة لشرح العملية الديمقراطية في منطقة الحكم الذاتي والتقى برئيس البرلمان، نوريا دي غيسبرت، وممثلي أربعة أحزاب كاتالونية كبرى.[31][32]
- السويد - في أبريل 2016، افتتحت إدارة المنطقة المتمتعة بالحكم الذاتي مكتب تمثيل في ستوكهولم.[33]

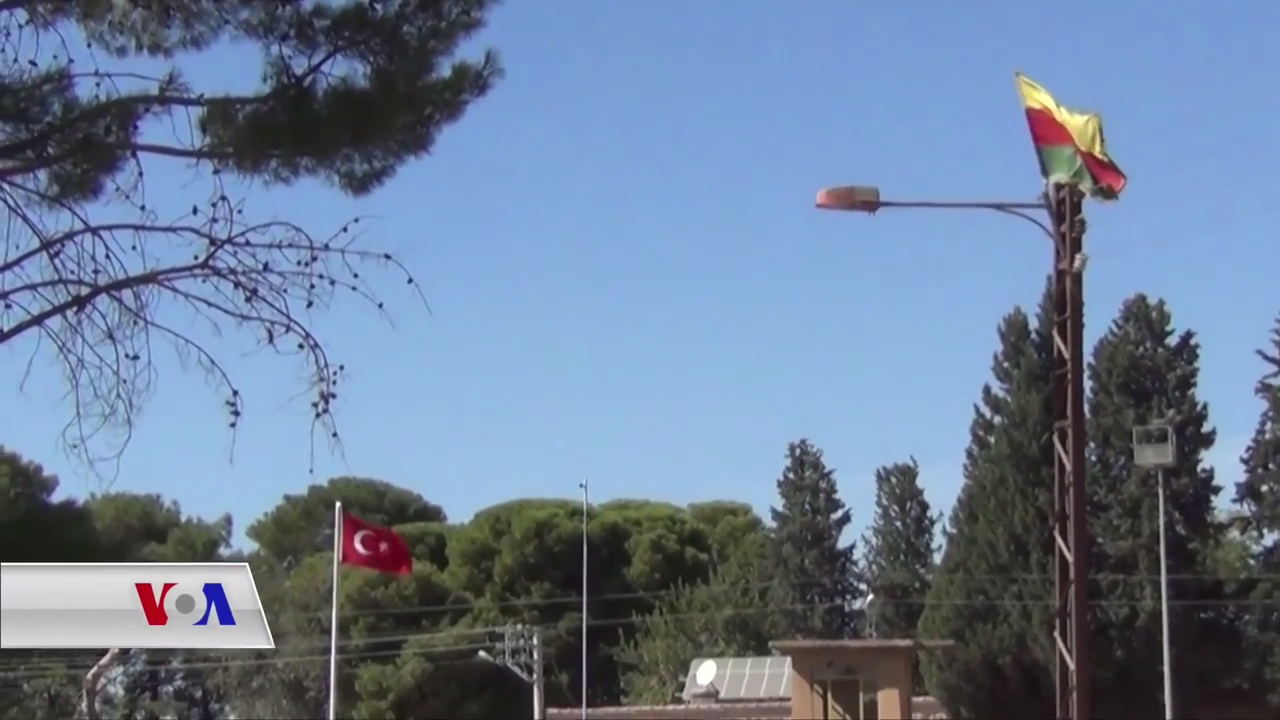
أعلام روجافا وتركيا عند معبر حدودي في شمال سوريا

- تركيا - استقبلت تركيا المجاورة الرئيس صالح مسلم لإجراء محادثات في عام 2013[34] وفي عام 2014،[35] حتى طرحت نكتة فتح مكتب تمثيل لمنطقة الحكم الذاتي في أنقرة «إذا كان ذلك مناسبًا لسياسات أنقرة».[36] رغم ذلك، فإن تركيا معادية للحكم باستمرار، لأنها تشعر بأنها مهددة بظهور المنطقة المتمتعة بالحكم الذاتي والتي تشجع نشاط الاستقلال بين كرد تركيا وبالصراع التركي الكردي، وفي هذا السياق بشكل خاص حزب الاتحاد الديمقراطي الرائد في منطقة الحكم الذاتي ولكون ميليشيا وحدات حماية الشعب الكردية عضوة بشبكة منظمات اتحاد جاليات كردستان، والتي تضم أيضًا منظمات سياسية ومتشددة كردية في تركيا نفسها، بما في ذلك حزب العمال الكردستاني. تستند سياسة تركيا تجاه المنطقة المتمتعة بالحكم الذاتي إلى الحصار الاقتصادي،[37] ومحاولات العزل الدولي المستمرة،[38] ومعارضة تعاون التحالف الدولي المناهض لتنظيم الدولة الإسلامية مع ميليشيات المنطقة المتمتعة بالحكم الذاتي،[39] ودعم أحزاب إسلاموية في الحرب الأهلية السورية تعادي المنطقة المتمتعة بالحكم الذاتي،[40][41] وتنظيم الدولة الإسلامية في الأوقات الماضية.[42][43][44] تهاجم تركيا في عدة مناسبات أيضًا عسكريًا أراضي المنطقة المتمتعة بالحكم الذاتي وقوات الدفاع.[45][46][47] أسفر هذا الإجراء الأخير عن بعض أكثر حالات التضامن الدولي مع منطقة الحكم الذاتي.[18][48][49][50] في تصور الكثير من الجمهور التركي فإن المشروع الفيدرالي للمنطقة المتمتعة بالحكم الذاتي وكذلك دعم الولايات المتحدة لقوات حماية الشعب ضد تنظيم الدولة الإسلامية هي عناصر من مخطط مؤامرة واسع من قبل «العقل المدبر» بهدف إضعاف أو حتى تقسيم تركيا من أجل منع صعودها الوشيك كقوة عالمية.[51] طالب زعيم المعارضة صلاح الدين دميرطاش تركيا ودول أخرى للاعتراف بمنطقة الحكم الذاتي والعمل معها كشريك.[52][53]
- المملكة المتحدة - في يناير 2015، طلبت لجنة برلمانية بريطانية من حكومة رئيس الوزراء ديفيد كاميرون شرح وتفسير سياستها المتمثلة في عدم العمل مع جيش المنطقة المتمتعة بالحكم الذاتي في مكافحة تنظيم الدولة الإسلامية.[54] في يوليو 2015، أعلنت وزارة الخارجية وشؤون الكومنولث رسميًا أن «المملكة المتحدة تعاملت مع صالح مسلم، الرئيس المشارك لحزب الاتحاد الديمقراطي».[55] منذ ذلك الحين، تدعم القوات البريطانية الخاصة قوات سوريا الديمقراطية في العمليات.[56] دُعي الرئيس المشارك لحزب الاتحاد الديمقراطي صالح مسلم للتحدث في البرلمان البريطاني في عام 2015 وعام 2016.[57][58]

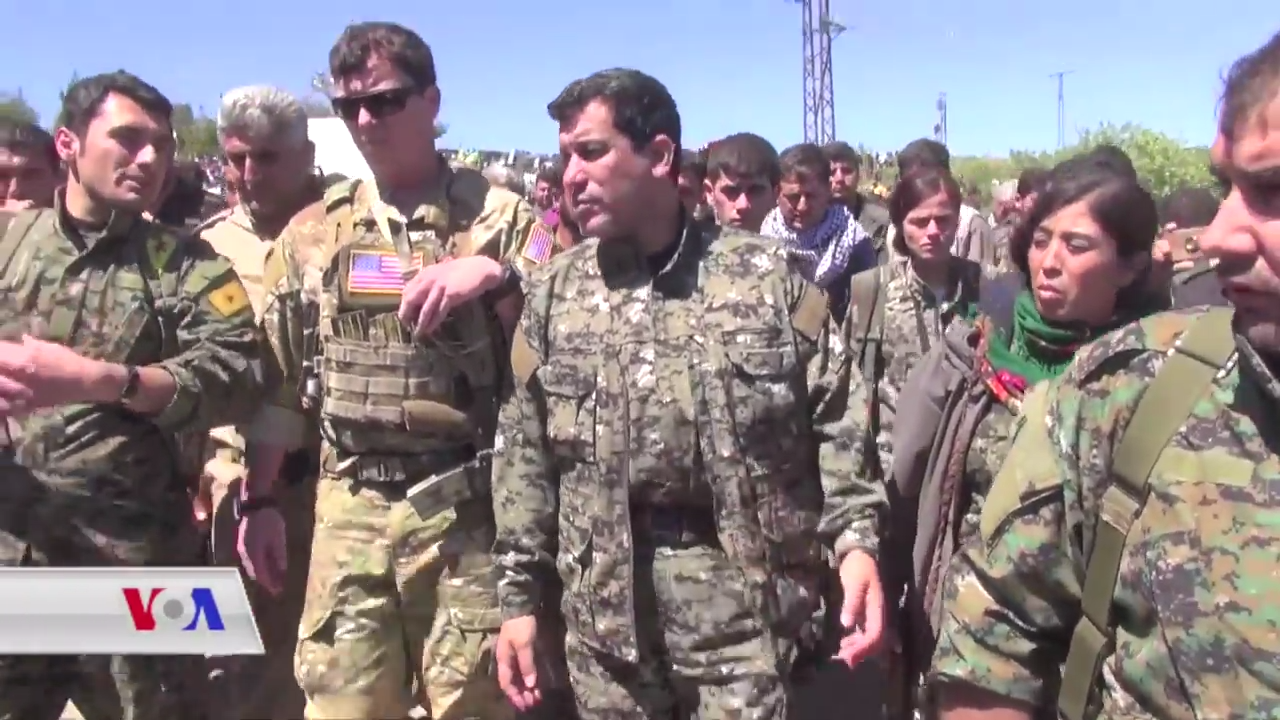
تتعاون وحدات حماية المرأة ووحدات حماية الشعب مع قوات العمليات الخاصة للولايات المتحدة ودول أخرى في الحرب ضد تنظيم الدولة الإسلامية

- الولايات المتحدة - أعلنت وزارة الخارجية الأمريكية عن دعم محدود لحزب الاتحاد الديمقراطي في فبراير 2016،[59] مع معارضتها لإنشاء أحادي الجانب لمنطقة فيدرالية في شمال سوريا.[60] في مارس 2016، وفي اليوم الذي تلا إعلان إدارة الحكم الذاتي في شمال وشرق سوريا، أشاد وزير الدفاع الأمريكي آشتون كارتر بميليشيا وحدات حماية الشعب قائلًا: «أثبتت أنها شريك ممتاز لنا على أرض الواقع في قتال تنظيم الدولة الإسلامية. نحن ممتنون لذلك، ونعتزم مواصلة القيام بذلك، مع إدراك تعقيدات دورها الإقليمي».[61] دعمت الولايات المتحدة عادة ميليشيات وحدات حماية الشعب في قتالها ضد تنظيم الدولة الإسلامية، سواءً بدعم جوي في القتال أو مع القوات الخاصة الأمريكية المدمجة. خلال هجوم شمال الرقة (مايو 2016)، تم الإبلاغ على نطاق واسع عن قوات العمليات الخاصة الأمريكية والتي شاركت في الهجوم وهي ترتدي شارات وحدات حماية الشعب ووحدات حماية المرأة على ملابسها العسكرية.[62] عندما بدأ هجوم منبج في يونيو 2016، كتبت صحيفة واشنطن بوست الخبر تحت عنوان «تجاهلت تركيا، الولايات المتحدة تدعم الأكراد في حملة ضد داعش في سوريا».[63] في 7 نوفمبر 2016، عندما سئل عن توحيد سوريا، قال مارك سي. تونر، نائب المتحدث الرسمي باسم وزارة الخارجية الأمريكية، «لا نريد أن نرى أي نوع من الفيدرالية أو النظام الفيدرالي المخصص. لا نريد أن نرى مناطق تتمتع بحكم شبه ذاتي، فالواقع هو أنه مع تحرير الأرض من داعش، يتعين عليك إعادة نوع من الحكم إلى هذه المناطق، لكننا لا نتغاضى بأي حال من الأحوال أو - من أي نوع، كما قلت، مع مناطق مخصصة شبه مستقلة في شمال سوريا».[64] وفقًا لما قاله الملازم أول ستيفن ج. تاونسند من جيش الولايات المتحدة في مقابلة أجريت معه في 29 مارس 2017، فإن الولايات المتحدة لا تعترف بالمنطقة المتمتعة بالحكم الذاتي باعتبارها «دولة كردية» لكنها بدلًا من ذلك تعتبرها منطقة سورية«متعددة الثقافات والأحزاب والأعراق والطوائف يجري تحريرها من تنظيم الدولة الإسلامية في العراق والشام».[65] اعتبارًا من 31 يناير 2018، تم تسجيل مجلس سوريا الديمقراطية في الولايات المتحدة كـ«حزب سياسي أجنبي» بموجب قانون تسجيل الوكلاء الأجانب.[66]

### العلاقات مع المنظمات الدولية
- قوة المهام المشتركة – عملية العزم الصلب - يتعاون التحالف الذي تقوده الولايات المتحدة ضد تنظيم الدولة الإسلامية في العراق والشام بشكل وثيق وشامل مع قوات سوريا الديمقراطية.[67][68]
- الاتحاد الأوروبي - في يوليو 2016، لفت البرلمان الأوروبي الكثير من الاهتمام السياسي من خلال معرض للصور الفوتوغرافية مخصص لمنطقة الحكم الذاتي.[69][70] في سبتمبر 2016، تم دعوة الرئيس المشارك لحزب الاتحاد الديمقراطي صالح مسلم لمخاطبة البرلمان الأوروبي.[71]
- الأمم المتحدة - في حين أن إدارة المنطقة المتمتعة بالحكم الذاتي غير مدعوة إلى محادثات جنيف الثالثة للسلام في سوريا،[72] أو أي من المحادثات السابقة، فإن روسيا، التي تدعو إلى إدراجها، تحمل إلى حد ما مواقفها في المحادثات، كما هو موثق في مسودة روسيا في مايو 2016 لوضع دستور جديد لسوريا.[29] في 6 يونيو 2016، قال حزب الاتحاد الديمقراطي إن مبعوث الأمم المتحدة في سوريا، ستافان دي ميستورا أرسل خطابًا مفصلًا إلى قيادة الحزب مع دعوة لحضور الجولة التالية من المحادثات.[73] تتعاون المفوضية السامية للأمم المتحدة لشؤون اللاجئين في مخيمات اللاجئين للاجئين السوريين والعراقيين الوافدين في منطقة الحكم الذاتي، وعلى الأخص مخيم في الهول.[74]

### العلاقات مع المجتمع المدني الدولي

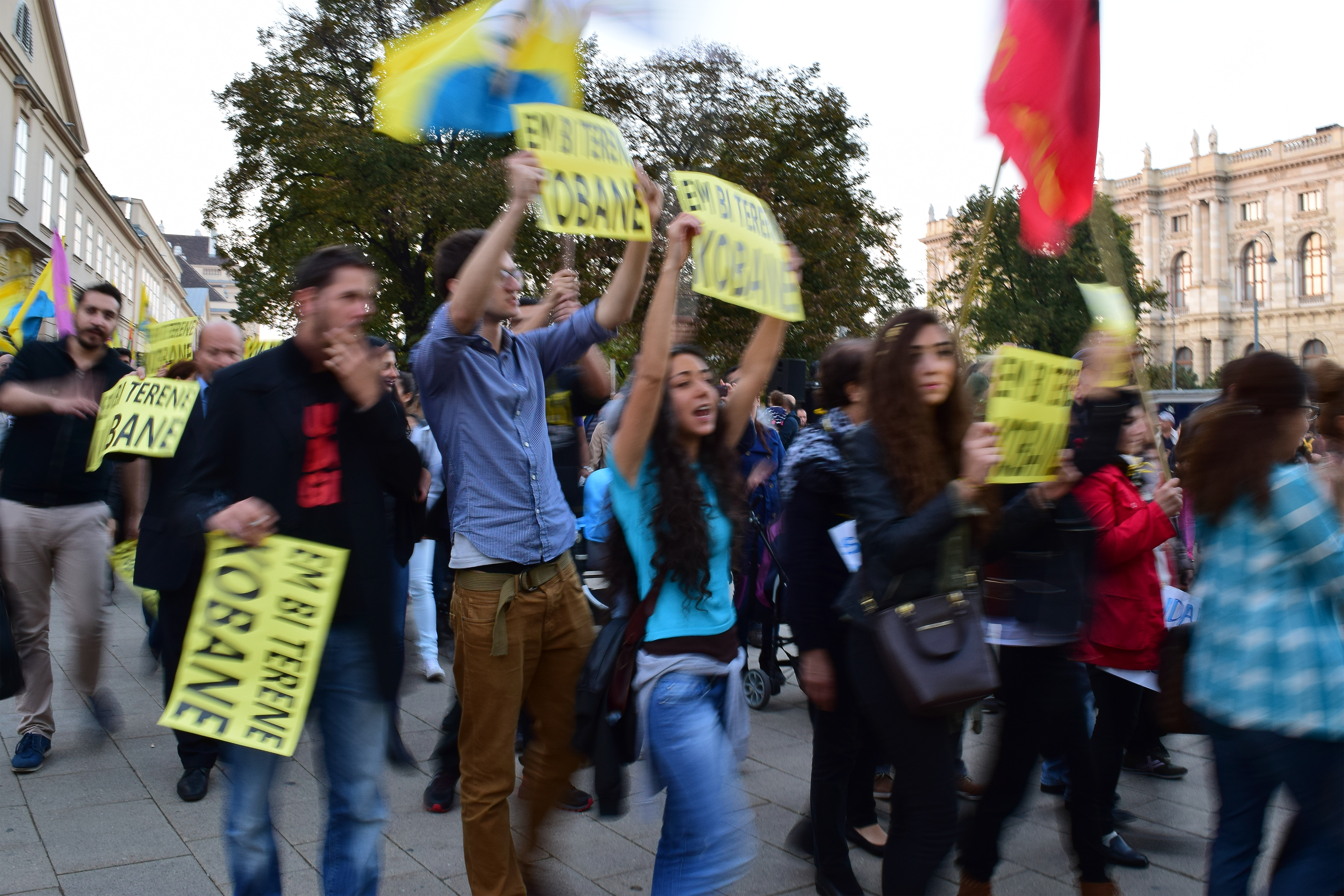
مظاهرة للتضامن مع روجافا، في فيينا عام 2014

ألهمت التحولات الاجتماعية والسياسية لـ «ثورة روجافا» الكثير من الاهتمام في وسائل الإعلام الدولية، سواء في وسائل الإعلام الرئيسية وفي وسائل الإعلام اليسارية التقدمية المخصصة.
ومن بين المنظمات غير الحكومية الدولية التي تم تأسيسها في وقت مبكر والتي تنشط في منطقة الحكم الذاتي، منظمة هانديكاب إنترناشونال ودانشيرتشيد، حين أن العديد من المنظمات غير الحكومية الراسخة تمنعها سياسة الحصار التركية العدوانية. ومع ذلك، هناك عدة مبادرات مصممة لهذا الغرض من الدعم الدولي لروجافا والناس في روجافا، فضلًا عن كمية كبيرة من المتطوعين المستقلين. تم الإبلاغ على نطاق واسع عن المتطوعين الدوليين في ميليشيا الدفاع عن النفس التابعة لوحدات حماية الشعب، بقدر ما قام المتطوعون الدوليون بمبادرة بناء البنية التحتية.
بحلول عام 2017، كان الردع التركي ضد مشاركة المجتمع المدني الدولي في منطقة الحكم الذاتي ينهار. من سبتمبر 2017، تدير منظمة أطباء بلا حدود المستشفى الوطني في الحسكة، والذي تخلت عنه من قبل الحكومة السورية.
تساعد عدد من المنظمات غير الحكومية الدولية في دعم عدد كبير من اللاجئين الذين فروا إلى روجافا من أجزاء أخرى من سوريا أو من العراق، بينما كانوا يحاولون الحفاظ على مستوى منخفض للسبب المذكور أعلاه.

## العلاقات الخارجية لمناطق شمال وشرق سوريا

### منطقة الجزيرة
في أغسطس 2016، أبرمت جامعة روجافا التي تأسست حديثًا في القامشلي، والتي أنشأها مجلس التعليم بإقليم الجزيرة، اتفاقيةً مع جامعة باريس 8 في فرنسا للتعاون.
في عام 2016، بدأت المحادثات حول إنشاء مركز ثقافي فرنسي في مدينة عامودا.

### منطقة الفرات
في أبريل 2015، اعترفت بلدية روما، عاصمة إيطاليا، ببلدية عين العرب كمدينة شقيقة.
في سبتمبر 2016، افتتح الهلال الأحمر الكردي مستشفى في عين العرب، أول مستشفى لهم في إقليم الفرات. قدمت العديد من المنظمات الدولية يد العون وكذلك جرى إرسال معدات طبية خاصة من اليونيسف وأطباء بلا حدود.

### منطقة عفرين
صرح المتحدث باسم وحدات حماية الشعب، ريدور خيليل، في 20 مارس 2017 بأن روسيا ستدرب مقاتلين أكراد بموجب اتفاق ستقيم فيه أيضًا قاعدة عسكرية بالقرب من عفرين. وورد أن القوات الروسية والعربات المدرعة شوهدت حول عفرين. إلا أن روسيا نفت أي اتفاق من هذا القبيل، قائلة إنها ليس لديها خطط لإنشاء قواعد عسكرية إضافية في سوريا، مضيفة أن قسمًا فقط من مركز المصالحة موجود في محافظة حلب بالقرب من عفرين لمنع انتهاكات وقف إطلاق النار.